# Eu Matei Lúcio Flávio
"Eu matei Lúcio Flávio..." é um filme brasileiro policial e biográfico de 1979, dirigido por Antônio Calmon. O roteiro é baseado em fatos da crônica policial e da vida de Mariel Mariscot de Mattos (nome grafado como Mariel Moryscötte de Mattos nos letreiros iniciais enquanto o do personagem aparece como Mariel Maryscôtt), notabilizado por ser um dos líderes do Esquadrão da Morte no Rio de Janeiro na década de 70. O filme é tido como uma resposta a Lúcio Flávio, o Passageiro da Agonia, grande sucesso popular de 1977, sendo que o personagem Lúcio Flávio, apesar de ser considerado por Mariel (personagem de Jece Valadão que também é o produtor) como seu arqui-inimigo, aqui é apenas um coadjuvante.

## Elenco
- Jece Valadão...Mariel Maryscôtt
- Monique Lafond...Margarida Maria
- Otávio Augusto...Instrutor
- Nildo Parente...Ramon
- Anselmo Vasconcelos...parceiro de Mariel
- Marcus Vinícius...Célio
- Dary Reis...Detetive Le Cocq
- Paulo Ramos...Lúcio Flávio
- Fernando José...Secretário de Justiça
- Vera Gimenez...Marlene (participação especial)
- Celso Faria...delegado (participação especial)
- Fábio Sabag...Excelência (participação especial)
- Fátima Leite
- Maria Zilda Bethlem...moça violentada (creditada como Maria Zilda)
- Ronaldo Santos
- André De Biase...bandido da farmácia
- Paulo Roberto Marques Barbosa
- Moustaphá Agoumi
- Marcos Antonio Pereira
- Maria Lúcia Dahl...granfina
- Rodolfo Arena...Celso (participação especial)
- Lucy Mafra...vedete
- Rose (intérprete em cena da canção "Lígia")
- Mário Petráglia...detetive da polícia

## Sinopse
O filme começa com o ex-policial Mariel Maryscôtt encarcerado no Presídio da Ilha Grande, quando os presos ficam sabendo da morte do bandido Lúcio Flávio (no presídio Frei Caneca) e protestam. Em seguida, são encadeados de forma fragmentária, fatos da vida de Mariel: sua atuação como salva-vidas, quando conhece num hospital a prostituta e viciada em drogas Margarida Maria, depois de ter salvado o pai dela de suicídio por afogamento, seu trabalho como "leão-de-chácara" e o convite para entrar para a polícia, feito pelo detetive Le Cocq. Como um dos melhores alunos da Academia, ele é indicado para servir como guarda-costas de políticos enquanto ganha notoriedade por matar alguns bandidos. Quando o Secretário de Segurança resolve criar equipes de elite para combaterem os bandidos mais perigosos, Mariel forma a sua (apelidada de "homens de ouro") e vai atrás do "Bandido da Bandeira 2", assassino de taxistas cujos crimes estão nas manchetes policiais, e de Lúcio Flávio, que reage a perseguição e tenta matá-lo. Mas os excessos das equipes que ficaram conhecidas como "Esquadrão da Morte" e as interferências nos negócios de policiais corruptos logo fará com que a carreira na Polícia de Mariel seja interrompida.